# 162e méridien ouest
En géographie, le 162e méridien ouest est le méridien joignant les points de la surface de la Terre dont la longitude est égale à 162° ouest.

## Géographie

### Dimensions
Comme tous les autres méridiens, la longueur du 162e méridien correspond à une demi-circonférence terrestre, soit 20 003,932 km. Au niveau de l'équateur, il est distant du méridien de Greenwich de 18 034 km,.
Avec le 18e méridien est, il forme un grand cercle passant par les pôles géographiques terrestres.

### Régions traversées
En commençant par le pôle Nord et descendant vers le sud au pôle Sud, Le 162e méridien ouest passe par:
| Coordonnées           | Pays, territoire ou mer | Notes |
| --------------------- | ----------------------- | --- |
| 90° 00′ N, 162° 00′ O | Océan Arctique          | |
| 71° 40′ N, 162° 00′ O | Mer des Tchouktches     | |
| 70° 18′ N, 162° 00′ O | États-Unis              | Alaska |
| 67° 02′ N, 162° 00′ O | Mer des Tchouktches     | Crique Hotham |
| 66° 37′ N, 162° 00′ O | États-Unis              | Alaska — Péninsule de Baldwin |
| 66° 35′ N, 162° 00′ O | Mer des Tchouktches     | Golfe de Kotzebue |
| 66° 03′ N, 162° 00′ O | États-Unis              | Alaska — Péninsule de Seward |
| 64° 42′ N, 162° 00′ O | Mer de Bering           | Norton Sound |
| 63° 27′ N, 162° 00′ O | États-Unis              | Alaska |
| 59° 49′ N, 162° 00′ O | Mer de Bering           | Baie Kuskokwim |
| 59° 14′ N, 162° 00′ O | États-Unis              | Alaska |
| 59° 10′ N, 162° 00′ O | Mer de Bering           | Baie Kuskokwim |
| 58° 41′ N, 162° 00′ O | États-Unis              | Alaska — Cape Newenham |
| 58° 37′ N, 162° 00′ O | Mer de Bering           | Baie de Bristol |
| 55° 48′ N, 162° 00′ O | États-Unis              | Alaska — Péninsule d'Alaska |
| 55° 05′ N, 162° 00′ O | Océan Pacifique         | Passe juste à l'ouest de l'Archipel Pavlof (en), Alaska, États-Unis (at 55° 04′ N, 161° 58′ O) Passe juste à l'ouest de l'île Nihoa, Hawaii, États-Unis (at 23° 04′ N, 161° 56′ O) Passe juste à l'est de l'atoll Palmyra, États-Unis (at 5° 53′ N, 162° 03′ O) |
| 60° 00′ S, 162° 00′ O | Océan Austral           | |
| 78° 05′ S, 162° 00′ O | Antarctique             | Dépendance de Ross, Liste des territoires revendiqués par la Nouvelle-Zélande |